# Nertobriga (Tarraconense)
Nertobriga fue una ciudad perteneciente al pueblo celtibero de los Belos que se situaría en la actual provincia de Zaragoza (España), entre las localidades de Ricla, Calatorao y La Almunia de Doña Godina. En el siglo III aparece relacionada en el Itinerario Antonino A-24 y en Itinerario Antonino A-25  encabezado con el título de Alio itinere ab Emerita Cesaragustam 369 que significa "Otro camino de Mérida a Zaragoza, 369 millas",  entre las plazas de Bilbilis y Segontia.
Las actuales ruinas y los recientes descubrimientos de lo que fue la ciudad de Nertobriga se encuentran entre el término municipal de Calatorao y La Almunia de Doña Godina, ocupando más terreno de este último.

## Historia
La ocupación de la zona se remonta al menos a la Edad del Bronce Medio, como atestiguan los restos cerámicos hallados en el cercano yacimiento de Cabezo Chinchón, que se mantuvo habitado hasta la primera Edad del Hierro (siglos VI-V a. C.).
Nertobriga propiamente dicha nacerá en el siglo IV a. C., o acaso poco antes.  Será una importante ciudad celtibérica, como demuestra la acuñación en el siglo III a. C. de monedas de bronce en las que aparece la figura de un jinete armado con lanza y con la leyenda «Nertobis».
En el 152 a. C., en el transcurso de la segunda guerra celtíbera, la ciudad se rindió ante el cónsul romano Marco Claudio Marcelo, que llegaba de tomar la ciudad vetona también llamada Nertobriga antes del invierno.. Bajo el gobierno de Roma continuó su existencia hasta el siglo V d. C., encontrándose sus restos en los yacimientos de La Torre (Calatorao) y Puyrredondo-Virgen de Cabañas (La Almunia).
Fue en Nertobriga donde se dice que, en el año 306, sufrieron martirio los santos cristianos San Teopompo y San Sinesio, a quienes aún hoy en día se venera en la cercana población de Ricla.